# ام‌وی دومانا
ام‌وی دومانا (به انگلیسی: MV Dumana) یک زیردریایی بود که طول آن ۴۶۴ فوت (۱۴۱٫۴۳ متر) بود. این زیردریایی در سال ۱۹۲۱ ساخته شد.